# Ossiannilssonola tunicarubra
Ossiannilssonola tunicarubra är en insektsart som först beskrevs av David D. Gillette 1898.  Ossiannilssonola tunicarubra ingår i släktet Ossiannilssonola och familjen dvärgstritar. Inga underarter finns listade i Catalogue of Life.